# Англійське хортове дербі 2007
Англійське хортове дербі 2007 відбулося з 8 червня по 7 липня 2007 на престижному стадіоні «Вімблдон», Англія.

## Чвертьфінали
| 1 | Діллемас Флайт  | 5-2  | 28.68 |
| 2 | Директорс Чеєрс | 12-1 | 29.00 |
| 3 | Баллімак Чарлі  | 16-1 | 29.18 |
| 4 | Блонд Діно      | 5-1  | 29.19 |
| 5 | Фулл Блум       | 25-1 | 29.29 |
| 6 | Друпіс Робіньо  | 4-6f | 29.41 |

| 1 | Фарло Прем'єр  | 5-1  | 28.52 |
| 2 | Форест Скоулз  | 5-1  | 28.82 |
| 3 | Грінвелл Сторм | 5-2f | 28.86 |
| 4 | Зігзаг Датчі   | 7-2  | 28.89 |
| 5 | Бенс Курт      | 3-1  | 28.90 |
| 6 | Ленсон Експрес | 7-1  | 28.98 |

| 1 | Кейнс Блу    | 10-1 | 28.83 |
| 2 | Улід Конор   | 8-1  | 28.99 |
| 3 | Блейкс Ворлд | 50-1 | 29.02 |
| 4 | Фіер Мі      | 9-2  | 29.16 |
| 5 | Блонд Джанні | 8-1  | 29.24 |
| 6 | Фінкс Падді  | 1-2f | 00.00 |

| 1 | Лоял Хончо      | 9-4  | 28.46 |
| 2 | Вестмед Лорд    | 9-4  | 28.76 |
| 3 | Колрі Фаст Треп | 25-1 | 28.88 |
| 4 | Калзагі Борйо   | 50-1 | 29.08 |
| 5 | Експрес Его     | 2-1f | 29.18 |
| 6 | Нервус Вуді     | 5-1  | 29.62 |

## Півфінали
| Перший півфінал (30 червня) | Перший півфінал (30 червня) | Перший півфінал (30 червня) | Перший півфінал (30 червня) | Перший півфінал (30 червня) | Перший півфінал (30 червня) |
| Місце                       | Ім'я хорта                  | SP                          | Час                         | Тренер                      |                             |
| --------------------------- | --------------------------- | --------------------------- | --------------------------- | --------------------------- | --------------------------- |
| 1                           | Уллід Коннор                | 2-1                         | 28.90                       | Геннес                      |                             |
| 2                           | Форест Скоулс               | 5-1                         | 28.93                       | МакКенна                    |                             |
| 3                           | Вестмед Лорд                | 4-5f                        | 29.15                       | Савва                       |                             |
| 4                           | Баллімак Чарлі              | 10-1                        | 29.41                       | Лістер                      |                             |
| 5                           | Блейкс Ворлд                | 16-1                        | 29.65                       | Беррідж                     |                             |
| Без результату              | Фало Прем'єр                |                             |                             | Lister                      |                             |

| Другий півфінал (30 червня) | Другий півфінал (30 червня) | Другий півфінал (30 червня) | Другий півфінал (30 червня) | Другий півфінал (30 червня) | Другий півфінал (30 червня) |
| Місце                       | Ім'я хорта                  | SP                          | Час                         | Тренер                      |                             |
| --------------------------- | --------------------------- | --------------------------- | --------------------------- | --------------------------- | --------------------------- |
| 1                           | Діллемас Флайт              | 7-2                         | 28.74                       | Савва                       |                             |
| 2                           | Лоял Хончо                  | 10-11f                      | 28.94                       | Грехем                      |                             |
| 3                           | Колрі Фаст Треп             | 25-1                        | 29.02                       | МакНейр                     |                             |
| 4                           | Грінвелл Сторм              | 6-1                         | 29.20                       | Флерті                      |                             |
| 5                           | Кейнс Блу                   | 14-1                        | 29.26                       | Оллсопп                     |                             |
| 6                           | Діректорс Чейр              | 4-1                         | 29.32                       | Волліс                      |                             |

## Дійство
На Англійському хортовому дербі 2007 переміг Вестмед Лорд. Переможець, зводний брат попереднього переможця Вестмеда Хоука та вихованець того ж тренера Ніка Савви, домінував з самого початку гонки. Фаворит гонки Лоял Хончо переслідував переможця, але зрештою програв половину довжини. За багато років тренер Сімус Грехем привів свого улюбленця другим лише вдруге.

## Результати фіналу
| Поз | Ім'я             | Odds | Час           | Тренер       |
| --- | ---------------- | ---- | ------------- | ------------ |
| 1   | Вестмед Лорд     | 6/1F | 28.47         | Нік Савва    |
| 2   | Лоял Хончо       | 6/4  | 28.51 (1/2)   | Сімус Грехем |
| 3   | Форест Скоулз    | 8/1  | 28.54 (Nk)    | Фрейзер Блек |
| 4   | Діллемас Флайт   | 2/1  | 28.62 (1)     | Нік Савва    |
| 5   | Улід Конор       | 5/1  | 28.63 (SH)    | Пол Хеннесі  |
| 6   | Колтрі Фаст треп | 33/1 | 28.77 (1 3/4) | Ліз МакНейр  |